# جورج هورتون (لاعب كرة قاعدة)
جورج هورتون (بالإنجليزية: George Horton)‏ هو لاعب كرة قاعدة أمريكي، ولد في 5 أكتوبر 1953 في داوني في الولايات المتحدة.